# Донда
Донда (фр. Dondas) насеље је и општина у југозападној Француској у региону Аквитанија, у департману Лот и Гарона која припада префектури Ажан.
По подацима из 2011. године у општини је живело 210 становника, а густина насељености је износила 14,61 становника/km². Општина се простире на површини од 14,37 km². Налази се на средњој надморској висини од 177 метара (максималној 222 m, а минималној 75 m).

## Демографија
| 1962. | 1968. | 1975. | 1982. | 1990. | 1999. | 2011. |
| ----- | ----- | ----- | ----- | ----- | ----- | ----- |
| 180   | 229   | 211   | 218   | 240   | 231   | 210   |

График промене броја становника у току последњих година